# Better Off Dead (Sodom)
Better Off Dead è il quarto album del gruppo thrash metal tedesco Sodom, pubblicato nel 1990. Esso è il primo registrato dopo l'abbandono di Frank Blackfire, che si unì ai Kreator; alla chitarra fu sostituito da Michael "Micha" Hoffman.

## Il disco
La parte introduttiva parlata di An Eye For An Eye è tratta dal film del 1989 The Punisher, interpretato da Dolph Lundgren. La canzone The Saw is the Law è presente nell'omonimo EP in una diversa versione.
Capture the Flag narra della battaglia, svoltasi durante la guerra del Vietnam, per la conquista di Hamburger Hill da parte dell'esercito americano, mentre Bloodtrails parla dell'operazione Desert Shield, risalente alla guerra del Golfo.
Con Never Healing Wound la band invece sottolinea le inumane condizioni vissute dai prigionieri dei campi di concentramento, sia nazisti che sovietici.
Resurrection è dedicata al defunto padre di Tom Angelripper.
Delle torture operate dalla Chiesa ai tempi dell'inquisizione si parla in Tarred and Feathered, mentre Stalinorgel tratta dei lanciarazzi Katjuša, soprannominati appunto "organi di Stalin" dai soldati tedeschi durante la Seconda guerra mondiale.

## Tracce
1. An Eye For An Eye – 4:25
2. Shellfire Defense – 4:22
3. The Saw Is the Law – 4:12
4. Turn Your Head Around (Tank cover) – 3:23
5. Capture the Flag – 6:08
6. Cold Sweat (Thin Lizzy cover) – 3:11
7. Bloodtrails – 4:45
8. Never Healing Wound – 2:26
9. Better Off Dead – 3:44
10. Resurrection – 4:50
11. Tarred And Feathered – 3:02
12. Stalinorgel – 4:42

## Formazione
- Tom Angelripper - voce, basso
- Michael Hoffman - chitarra
- Chris Witchhunter - batteria